# أحمد عدوية
أحمد محمد مرسي العدوي الشهير بـأحمد عدوية (26 يونيو 1946 - 29 ديسمبر 2024) هو مغني شعبي مصري شهير، يعتبر من أهم المغنيين الشعبيين في فترة السبعينات من القرن العشرين، وقد كان له أثر كبير على مسار الغناء الشعبي بعده، فيعتبر الأب الروحي لمن جاؤوا بعده مثل حكيم. قام أيضاً بالاشتراك في أفلام عديدة أُنتجت في هذه الفترة.
الكثير ممن يعتبرون من عمالقة الموسيقى العربية في زمنه قد مدحوا صوته مثل محمد عبد الوهاب وفريد الأطرش وعبد الحليم حافظ بل وقد وصل الأمر أنه في إحدى الحفلات الخاصة غنى عبد الحليم حافظ أغنية عدوية «السح الدح إمبو» وغنّى عدوية أغنية عبد الحليم حافظ «خسارة خسارة».
تراجع عن العمل لفترة بعد محاولة اغتيال عن طريق جرعة زائدة من الهيروين والكوكايين قام بها الشيخ طلال بن ناصر الصباح، ونفا عدوية وزوجته مزاعم الصحافة إن طلال الصباح أجرى له عملية إخصاء، إنما كانت محاولة اغتيال أدخلته في غيبوبة وسببت تغيرا في الصوت وأخذ وقتا طويلا حتى استقرت صحته. وبعد غياب استمر أكثر من 10 سنوات بدأ العودة إلى الجماهير من لقاءات في البرامج والظهور في الحفلات ثم بدأ في العودة إلى الغناء عام 2010 مع الفنان رامي عياش في (الناس الرايقة) ثم في دويتو آخر في مطلع 2011 مع ابنه محمد عدوية، الذي يعمل أيضا في مجال الغناء، في ألبوم (المولد).

## الولادة والمنشأ
ولد في محافظة المنيا، بتاريخ 26 يونيو 1945 كان والده تاجر مواشي وكان ترتيبه في الأسرة قبل الأخير حيث كان له 14 أخ وأخت. بدأ الغناء عام 1969 في شارع (محمد علي) في مقهى (الآلاتية). حيث كان يقوم بالغناء في الأفراح والحفلات جاءته الشهرة في عام 1972. وتوفي 29 ديسمبر 2024

## زوجته وأولاده
تزوج عام 1976 وله ابنة اسمها وردة وابن هو (محمد عدوية) وهو مطرب معروف أيضًا.

## سيرة الفنية
كان يقوم بالغناء في الأفراح والحفلات جاءته الشهرة في عام 1972 من خلال حفل عيد زواج المطربة (شريفة فاضل) الذي حضره عدد من الفنانين والصحفيين وكان موجود في الحفل صاحب كازينو (الأريزونا) وعرض عليه العمل هناك، ثم قام بتسجيل إسطوانتين لشركة (صوت الحب) ومن هنا جاءت شهرته. من أشهر أغانيه الشعبية: (السح الدح امبو، زحمة يا دنيا زحمة، سيب وأنا أسيب)، استعانت به السينما ليغني في الأفلام بسبب شهرته، وأسند له المخرجون بعض الأدوار الكوميدية لكنه لم ينجح كممثل لعدم امتلاكه إلا موهبة الغناء فقط، تعرض لحادث مثير للجدل في بداية التسعينيات كاد ينهي حياته تسبب في إصابته بالشلل لفترة طويلة وابتعد عن الأضواء تماما إلى أن استعاد عافيته مؤخرا وبدأ يظهر تدريجيا ببعض المحاولات البسيطة سواء بإعادة توزيع أغانيه القديمة أو مشاركة بعض النجوم الشباب في أغنيات ذات طابع شعبي مثل أغنيته (الناس الرايقة) مع المطرب اللبناني (رامي عياش) والتي لاقت نجاحًا واستحسانًا كبيرًا. وبرغم ابتعاد عدوية عن الغناء تماما منذ بدايات تسعينيات القرن العشرين بسبب الحادث الذي تعرض له، إلا أنه استمر على رأس كبار الأغنية الشعبية في مصر وفي مكانة عالية في هذا اللون الغنائي.

## من أهم أغانيه
- بنت السلطان
- زحمة يا دنيا زحمة
- السح الدح امبو
- سلامتها أم حسن
- حبة فوق
- كله على كله
- سيب وأنا أسيب
- كركشنجي
- راحو الحبايب
- زحمة يا دنيا مش زحمة

غلاف ألبوم أجمل الأغاني لأحمد عدوية

شارك عدوية في أكثر من 27 فيلم مصري منها أنا المجنون والبنات عايزه إيه.

## وفاته
توفي يوم الأحد 29 ديسمبر 2024 عن تسعةٍ وسبعين سنة، بعد صراع مع المرض، وفق ما أعلن مقربون من أسرته.

## وصلات خارجية
- أحمد عدوية على موقع IMDb (الإنجليزية)
- أحمد عدوية على موقع الدهليز
- أحمد عدوية على موقع قاعدة بيانات الأفلام العربية
- أحمد عدوية على موقع ميوزك برينز (الإنجليزية)
- أحمد عدوية على موقع ديسكوغز (الإنجليزية)